# Какарікі норфолцький
Какарікі норфолцький (Cyanoramphus cookii) — вид папугоподібних птахів родини Psittaculidae. Ендемік острова Норфолк, що лежить у Тасмановому морі і належить Австралії.

## Поширення і чисельність
Спочатку зустрічався на всьому острові Норфолк, але зник з більшої частини свого ареалу, поки в 1908 році не був обмежений лісом навколо гори Пітт у північно-західній частині острова. Його природним місцем існування є тропічні ліси, з яких він залітає на навколишні плантації та фруктові сади.
Популяція цього птаха скоротилася в 1994 році лише до 4 дорослих самиць і 28-33 самців, але завдяки вжитим охоронним заходам чисельність виду зросла — в 2004 році вона оцінювалася в 200—300 птахів, а в 2008 році в 150—200 особин. Однак пізніші дослідження, опубліковані в 2011 році, свідчать про те, що популяція знову скорочується, внаслідок таких факторів, як хижацтво кішок. Сьогодні вся популяція знаходиться в Національному парку острова Норфолк та його околицях.